# Київка (Приморський край)
Київка — село в Лозівському районі Приморського краю на березі річки Київка, у місці, де вона розділяється на два рукави, що впадають в однойменну бухту Японського моря. Село розташоване на трасі Р448.
Раніше в селі довгий час розташовувалася головна садиба Лазовського природного заповідника, що займає близько чверті території району. В цей момент вона перенесено до райцентру Лазо. У Київці залишилася невелика станція для вивчення горала в умовах неволі.
У селі Київка був знятий документальний фільм «Заповідний колодязь».
Мальовнича місцевість та практично незаймана природа приваблює туристів, однак, слід остерігатися в околицях тигрів із заповідника (особливо взимку) та зробити щеплення від енцефаліту в теплий період.
Село названо українськими переселенцями на честь Києва.

## Джерело
- http://www.esosedi.ru/onmap/kievka/6008352/index.html [Архівовано 4 Листопада 2014 у Wayback Machine.]